# پینو کولیتسی
پینو کولیتسی (ایتالیایی: Pino Colizzi؛ زادهٔ ۱۲ نوامبر ۱۹۳۷) بازیگر، صداپیشه و مدیر دوبلاژ اهل ایتالیا است که کار هنری‌اش را با بازی در تئاتر از سن ۱۷ سالگی آغاز کرد. وی دانش‌آموختهٔ آکادمی ملی هنرهای نمایشی سیلویو دامیکو است.
از فیلم‌ها یا برنامه‌های تلویزیونی که وی در آن نقش داشته‌است، می‌توان به پزشک… دانشجو، عیسی ناصری، چای با موسولینی، سالومه، زیبایی زنان، تورین سیاه، نامزد، دو تپانچه مگنوم ۳۸ برای شهری از اشرار، شیاطین بال‌دار و آلاسکا اشاره کرد.